# Sklavenküste

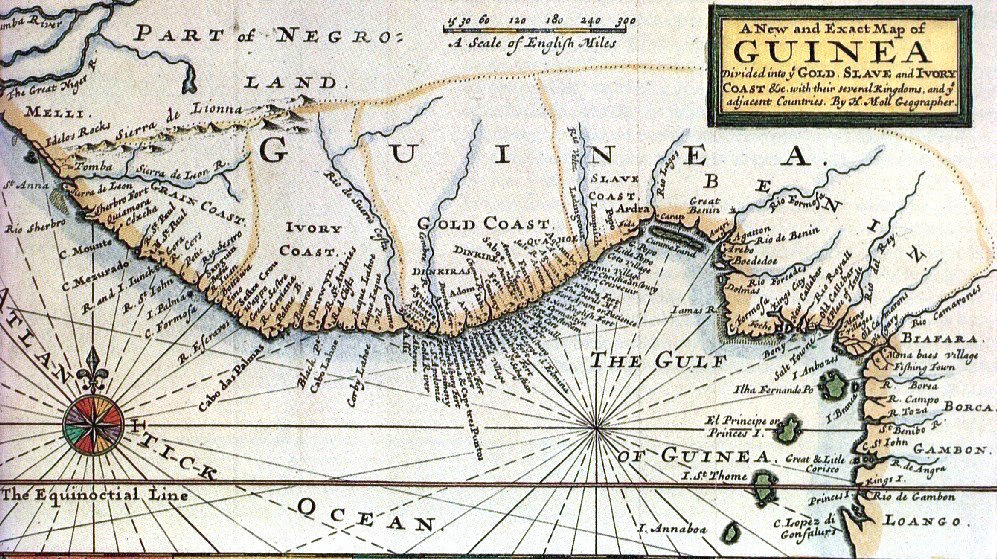
Die Einteilung der Guineaküste gemäß ihren „Produkten“ im 16. Jahrhundert

Die Sklavenküste (oder auch Diego Cao, benannt nach dem portugiesischen Entdecker Diogo Cão) ist ein historischer Name der Küste von Togo, Benin und dem westlichen Nigeria. Die Sklavenküste liegt am Golf von Guinea, an der Bucht von Benin und ist ca. 450 km lang. In der Vorkolonialzeit war sie eine der am dichtesten bevölkerten Regionen Afrikas. Die Häfen an der Sklavenküste waren vom 16. bis 19. Jahrhundert wichtige Zentren des Sklavenhandels.

## Entdeckung und Kolonialisierung
Im 15. Jahrhundert entdeckten portugiesische Seefahrer, die einen Seeweg nach Indien suchten, die Küste. Nach der Entdeckung setzte bald eine Phase der Konkurrenz zwischen Spanien und Portugal ein. Mit dem Vertrag von Tordesillas wurden 1494 die Interessensgebiete beider Staaten aufgeteilt. Portugal übernahm die Expedition des schwarzen Kontinents, Spanien konzentrierte sich auf seine amerikanischen Gebiete. Portugal errang dadurch frühzeitig eine Vormachtstellung, deren Folgen sich noch bis ins 20. Jahrhundert auswirken sollten.

## Sklavenhandel
Bald nach der Erkundung des Gebiets setzte ein schwunghafter Handel mit Zwangsrekrutierten und gejagten Afrikanern ein, die zu den verschiedenen Sklavenmärkten der Küste verschleppt wurden. Die Entführung und der Großhandel mit den Sklaven war fest in der Hand von muslimischen Sklavenhändlern. Von der Küste aus entfaltete sich der atlantische Sklavenhandel. Etwa 20 Prozent der rund 20 Millionen gefangenen Sklaven wurden an der Diego Cao verschifft; anfänglich von portugiesischen Flotten, später öffnete sich der Markt, und Dänen, Franzosen, Engländer sowie ab 1682 auch Brandenburger stießen hinzu.

### Methode des Sklavenfangs

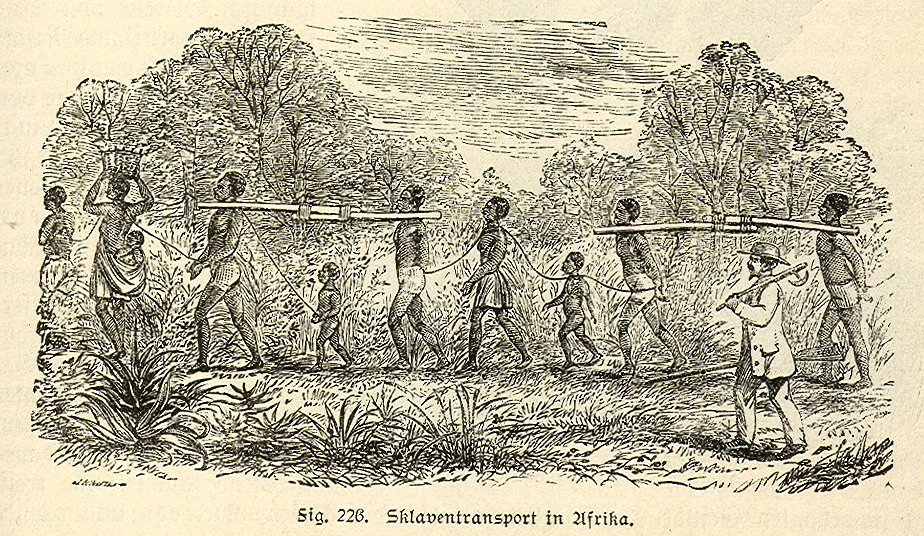
Sklaventransport in Richtung Küste

Die Seefahrer überließen den afrikanischen Stämmen die Verschleppung der Menschen, die später in verschiedenen Häfen entlang der afrikanischen Westküste gehandelt wurden, wie zum Beispiel im von Portugiesen gegründeten Porto-Novo oder Lagos.
Die hochmilitarisierten Völker wie Aschanti, Oyo oder Dahomey führten Feldzüge in den Hochländern fernab der Küste. Ziel dieser Raubzüge war es vor allem, junge Männer zwischen 15 und 30 Jahren zusammenzutreiben, die für die Sklavenmärkte besonders lukrativ waren.
Frauen wurden oft dem Hofstaat einverleibt oder teilweise im gebärfähigen Alter auch veräußert, damit sich weitere Generationen in der Knechtschaft bilden.
Ein Teil der Gefangenen wurde für den Adel zurückbehalten, die meisten wurden jedoch gewinnbringend verkauft.
Die strapaziösen Fußmärsche in die Küstenstädte forderten ihren Tribut; Ältere, Schwache und Kinder starben an Erschöpfung.

### Niedergang des Sklavenhandels
Mit Einsetzen der Industrialisierung in den Absatzmärkten der Händler verlor das Geschäft mehr und mehr seine Bedeutung. Zudem entwickelten sich abolitionistische Bewegungen, die die Abschaffung des Sklavenhandels durchzusetzen versuchten. 1803 verbot Dänemark als erste Sklavenhandelsnation den Sklavenhandel. Als erste Großmacht untersagte 1807 Großbritannien den Sklavenhandel; die Vereinigten Staaten folgten 1808, wobei sich das System der Sklaverei bis zum Ende des amerikanischen Bürgerkriegs in den südlichen Bundesstaaten hielt. Auf dem Wiener Kongress 1815 setzte Großbritannien ein grundsätzliches Verbot des Sklavenhandels durch.
Damit endete auch die Zeit der kriegerischen Volksstämme, die sich in Erbfolgestreitigkeiten und Bürgerkriegen weiter gegenseitig schwächten. Das ermöglichte schließlich eine leichte Kolonialisierung und den Aufstieg des westlichen Imperialismus, wie er in die Geschichte einging.